# Happy (canção de Taeyeon)
"Happy" é uma canção gravada pela cantora sul-coreana Taeyeon e lançada como um single digital em 4 de maio de 2020, através da SM Entertainment. Possui letras de Lee Seu Ran, enquanto sua composição ficou a cargo de Chris Wahle, Chelcee Grimes, Samuel Gerongco e Robert Gerongco. Musicalmente, a canção é pertencente ao gênero pop, que reinterpreta o antigo doo-wop e R&B, com um som moderno, sendo descrita como um presente especial para os fãs e possuindo letras sobre a emoção e a felicidade encontradas no tempo passado com seus entes queridos. "Happy" foi inserida como faixa bônus da versão física do quarto extended play (EP) de Taeyeon, intitulado What Do I Call You e lançado em 15 de dezembro de 2020.
O vídeo musical de "Happy" foi lançado em 4 de maio de 2020. Mais tarde, Taeyeon filmou uma apresentação ao vivo da canção, para ser lançado como uma versão de verão em 26 de junho.

## Antecedentes
Em 3 de março de 2020, uma imagem promocional com o título do single foi revelada no site oficial de Taeyeon. Horas depois, foi anunciado que o lançamento da canção ocorreria em 9 de março, em comemoração ao aniversário dela.

## Lançamento
Em 9 de março, no dia do lançamento planejado de "Happy", Taeyeon pretendia promovê-la com uma transmissão ao vivo no serviço de streaming V Live. No entanto, a SM Entertainment lançou uma declaração oficial anunciado que o lançamento da canção seria adiado até novo aviso e a transmissão subsequente estava cancelada, devido à morte do pai de Taeyeon no mesmo dia.
Em 27 de abril, a SM Entertainment anunciou que "Happy" seria lançada na data de 4 de maio. Dois dias depois, foi revelado que Taeyeon realizaria uma transmissão ao vivo no dia de lançamento do single, conforme planejado anteriormente.

## Recepção
| Ano  | Prêmio                  | Categoria            | Resultado | Ref.   |
| ---- | ----------------------- | -------------------- | --------- | ------ |
| 2020 | Melon Music Awards      | Melhor R&B/Soul      | Indicado  | [ 14 ] |
| 2021 | Gaon Chart Music Awards | Canção do Ano – Maio | Indicado  | [ 15 ] |

## Faixas e formatos
| "Happy"- Download digital, streaming |                |                           |                                                            |                |         |  |
| N.º                                  | Título         | Letras                    | Música                                                     | Arranjo        | Duração |  |
| 1.                                   | "Happy"        | Lee Seu Ran (Jam Factory) | Chris Wahle Chelcee Grimes Samuel Gerongco Robert Gerongco | Chris Wahle    | 3:41    |  |
| Duração total:                       | Duração total: | Duração total:            | Duração total:                                             | Duração total: | 3:41    |  |

## Desempenho nas paradas musicais
Após o seu lançamento, "Happy" liderou todas as paradas dos serviços de música em tempo real da Coreia do Sul, com exceção do Flo. A canção também liderou as tabelas do iTunes Top Song Charts de quinze países, além de atingir o topo da parada de vídeos musicais coreanos pela plataforma QQ Music na China. Ainda na China, a canção atingiu vendas de 100,192 cópias digitais pela mesma plataforma.
"Happy" estreou em seu pico de número quatro na tabela sul-coreana Gaon Digital Chart, referente a semana de 3 a 9 de maio de 2020, tornando-se a 22ª entrada de Taeyeon no top 10. Em suas tabelas componentes, a canção estreou em seu pico de número dois pela Gaon Download Chart e de número quatro pela Gaon Streaming Chart, ambas tabelas na mesma semana de referência. Mais tarde, posicionou-se em número nove na tabela mensal de maio de 2020 da Gaon Digital Chart, figurando a seguir, em sua respectiva tabela anual. Pela Billboard K-pop Hot 100, "Happy" estreou em número treze na semana correspondente a 9 de maio de 2020, ascendendo a seu pico de número seis na semana seguinte. Nos Estados Unidos, a canção estreou em seu pico de número nove pela Billboard World Digital Songs, obtendo vendas de mil downloads digitais pagos, tornando-se a 15ª entrada de Taeyeon no Top 10 da tabela.
| Parada musical (2020)                          | Melhor posição |
| ---------------------------------------------- | -------------- |
| Coreia do Sul (Gaon Digital Chart)             | 4              |
| Coreia do Sul (Billboard K-pop Hot 100)        | 6              |
| Estados Unidos (Billboard World Digital Songs) | 9              |

| Parada musical (2020)              | Posição |
| ---------------------------------- | ------- |
| Coreia do Sul (Gaon Digital Chart) | 127     |

## Créditos e pessoal
A elaboração de "Happy" atribui os seguintes créditos adaptados do Melon.
Produção
- SM Yellow Tail Studio – gravação por No Minji
- MonoTree Studio – gravação e edição digital por Kang Seonyoung
- SM Big Shot Studio – engenharia de mixagem e edição digital por Lee Min Kyu
- Kwon Namwoo da 821 Sound Mastering – masterização
- Lee Min Kyu da SM Big Shot Studio – edição digital
- Jung Eui Suk da SM Blue Cup Studio – mixagem

Pessoal
- Lee Seu Ran (Jam Factory) – letras em coreano
- Chris Wahle, Samuel Gerongco e Robert Gerongco – composição
- Chelcee Grimes – composição, vocais de apoio
- Chris Wahle – arranjo
- G-High – direção vocal, operador de Pro Tools
- Choi Youngkyung, Gabriela Geneva – vocais de apoio
- Taeyun Lee – baixo

## Histórico de lançamento
| Região        | Data              | Formato                    | Gravadora  | Ref.   |
| ------------- | ----------------- | -------------------------- | ---------- | ------ |
| Coreia do Sul | 4 de maio de 2020 | Download digital streaming | SM Dreamus | [ 16 ] |
| Mundo         | 4 de maio de 2020 | Download digital streaming | SM         | [ 31 ] |